# 22002 Річардріген
22002 Річардріген (22002 Richardregan) — астероїд головного поясу, відкритий 7 грудня 1999 року.
Тіссеранів параметр щодо Юпітера — 3,384.